# Fallobaza
Fallobaza (łac. phallobasis) – element samczych narządów genitalnych owadów.
Fallobaza to proksymalna część fallusa. Wykazuje dużą zmienność w stopniu swojego rozwoju. Czasem ma postać dużej struktury wspierającej edeagus, która często wyciągnięta jest w pole tekalne lub osłonkę otaczającą edeagus, zwaną fallokryptem. Czasem reprezentowana jest jedynie przez bazalne skleryty falliczne wchodzące w skład ścianki komory genitalnej.
W przypadku, gdy fallobaza nie jest wyróżniona, cały fallus jest tożsamy z edeagusem. Ściany fallobazy i edeagusa tworzą razem ectophallus. Fallobaza służy zwykle jako miejsce przyczepu mięśni fallicznych oraz mięśni edeagusa. Boczne płatki z niej wyrastające to paramery. U błonkówek fallobaza jest duża i 2-członowa.